# Erotica (Madonna-album)
Az Erotica Madonna ötödik nagylemeze, mely 1992. október 20-án került forgalomba a Maverick Records gondozásában. Az album Madonna első könyvkiadványával, a Sexszel egyidejűleg jelent meg. A RIAA aranynak, platinának majd dupla platinának minősítette az albumot 1993. január 6-án kétmillió eladott példány után az USA-ban.

## Számlista
| 1.    | "Erotica"                                                   | Madonna · Shep Pettibone · Anthony Shimkin | Madonna · Shep Pettibone | 5:20 |
| 2.    | "Fever"                                                     | Otis Blackwell · Eddie Cooley              | Madonna · Shep Pettibone | 5:00 |
| 3.    | "Bye Bye Baby"                                              | Madonna · Shep Pettibone · Anthony Shimkin | Madonna · Shep Pettibone | 3:55 |
| 4.    | "Deeper and Deeper"                                         | Madonna · Shep Pettibone · Anthony Shimkin | Madonna · Shep Pettibone | 5:33 |
| 5.    | "Where Life Begins"                                         | Madonna · Andre Betts                      | Madonna · Andre Betts    | 5:57 |
| 6.    | "Bad Girl"                                                  | Madonna · Shep Pettibone · Anthony Shimkin | Madonna · Shep Pettibone | 5:57 |
| 7.    | "Waiting"                                                   | Madonna · Andre Betts                      | Madonna · Andre Betts    | 5:46 |
| 8.    | "Thief of Hearts"                                           | Madonna · Shep Pettibone · Anthony Shimkin | Madonna · Shep Pettibone | 4:51 |
| 9.    | "Words"                                                     | Madonna · Shep Pettibone · Anthony Shimkin | Madonna · Shep Pettibone | 5:55 |
| 10.   | "Rain"                                                      | Madonna · Shep Pettibone                   | Madonna · Shep Pettibone | 5:25 |
| 11.   | "Why's It So Hard"                                          | Madonna · Shep Pettibone · Anthony Shimkin | Madonna · Shep Pettibone | 5:23 |
| 12.   | "In This Life"                                              | Madonna · Shep Pettibone                   | Madonna · Shep Pettibone | 6:25 |
| 13.   | "Did You Do It?" (közreműködik Mark Goodman és Dave Murphy) | Madonna · Andre Betts                      | Madonna · Andre Betts    | 4:54 |
| 14.   | "Secret Garden"                                             | Madonna · Andre Betts                      | Madonna · Andre Betts    | 5:32 |
| 75:24 |                                                             |                                            |                          |      |

## Kislemezek
| #  | Kislemez          | Megjelenés           |
| -- | ----------------- | -------------------- |
| 1. | Erotica           | 1992. szeptember 29. |
| 2. | Deeper and Deeper | 1992. november 17.   |
| 3. | Bad Girl          | 1993. február 2.     |
| 4. | Fever             | 1993. március 22.    |
| 5. | Rain              | 1993. július 19.     |
| 6. | Bye Bye Baby      | 1993. november 5.    |

## Közreműködők
- Madonna – vokál, producer
- Shep Pettibone – producer, dalszerző, billentyűs hangszerek
- André Betts – producer, dalszerző, szintetizátor, gitár, zongora, dob
- Donna De Lory és Niki Haris – hátsó vokál
- Mark Goodman – vokál, hangmérnök
- Dave Murphy – hangmérnök
- Glen Dicterow – karmester, koncertmester
- Jerome Dickens – gitár
- Paul Pesco – gitár
- Anton Fig – dobok
- Joe Moskowitz – dobok, billentyűs hangszerek, programozás
- James Preston – zongora, billentyűs hangszerek, szintetizátor
- Tony Shimkin – billentyűs hangszerek, hátsó vokál, programozás
- Danny Wilensky – szaxofon
- Doug Wimbish – basszusgitár
- Mike Farrell – hangmérnök
- Robin Hancock – hangmérnök, keverés
- George Karras – hangmérnök
- P. Dennis Mitchell – hangmérnök
- Ted Jensen – maszterelés
- Sander Selover – programozás
- Jeremy Lublock – vonós hangszerelés
- Siung Fat Tjia – művészi rendezés, dizájn
- Steven Meisel – fényképezés

## Helyezések
| Albumlista (1992)     | Csúcs helyezés |
| --------------------- | -------------- |
| Ausztrál albumlista   | 1              |
| Finn albumlista       | 1              |
| Francia albumlista    | 1              |
| Holland albumlista    | 8              |
| Japán albumlista      | 5              |
| Kanadai albumlista    | 4              |
| Magyar albumlista     | 15             |
| Német albumlista      | 5              |
| Norvég albumlista     | 11             |
| Olasz albumlista      | 2              |
| Osztrák albumlista    | 10             |
| Spanyol albumlista    | 5              |
| Svájci albumlista     | 5              |
| Svéd albumlista       | 6              |
| Új-Zélandi albumlista | 5              |
| UK albumlista         | 2              |
| USA albumlista        | 2              |